# فاکس فیلم
فاکس فیلم (انگلیسی: Fox Film) یک شرکت فیلم‌سازی در فورت لی، نیوجرسی، ایالات متحده آمریکا متعلق به ویلیام فاکس بوده‌است. این شرکت که در ۱ فوریه ۱۹۱۵ تأسیس شده و در سال ۱۹۳۵ منحل شده در زمینه ساخت و تولید فیلم‌های سینمایی فعالیت داشته‌است.

## فیلم‌شناسی
- آنا کارنینا
- بازآیش
- گناه
- کارمن
- تهمت
- نفاق
- رومئو و ژولیت
- جزیره هوس
- داستان دو شهر
- او
- با تمام وجود و توان
- کمیل
- کلئوپاترا
- مادام دو باری
- جزیره گنج
- ساده و بی‌آلایش
- کوسه
- جکی
- ملکه سبا
- شمال خلیج هادسون
- دندان‌ها
- طلوع: آواز دو انسان
- فرشته خیابانی
- مارتینی
- در آریزونای قدیم
- شب سال نو
- پسر قوی
- دلیر*
- جادوی سیاه
- سلام نظامی
- ۴ ابلیس
- رود
- مردان بدون زنان
- دختر شهری
- گرگ دریا